# Stellina (serie animata)
Stellina è una serie televisiva a disegni animati prodotta nel 2008 da The Animation Band, Pictor Media, France 3 e Rai Fiction. In Italia è trasmessa dal 21 settembre 2010 su Rai 2. La serie è ambientata nell'Italia degli anni sessanta ed è rivolta a bambini di 6-10 anni.

## Trama
Stellina è un'orfana di circa 10 anni dal carattere anticonformista e ribelle, che vive in un circo fin da quando era in fasce e che sogna di diventare un'acrobata. Anche se non è mai andata a scuola e non ha una vera casa come tutti gli altri bambini, è abituata ai viaggi e a quella strana grande famiglia sempre allegra che la circonda di affetto, ma un giorno viene scoperta dai servizi sociali che si attivano per mandarla in un orfanotrofio. Stellina non vuole essere rinchiusa in un istituto e scappa dal circo. Soprattutto, deve confrontarsi con il razzismo di certe persone.

## Episodi
1. È nata una stella
2. La fuga
3. Persa tra le montagne
4. Brutti incontri
5. Presa in trappola
6. Fine del sogno
7. Benvenuta a Santa Vittoria
8. Ultima speranza
9. L'addio
10. La scelta di Stellina
11. Migliori nemiche
12. La rivolta
13. Il bacio della pantera
14. Un giorno al circo
15. Marcello
16. Argento vivo
17. Insieme
18. Temporali
19. Una nuova vita
20. Complicità
21. Twist a Roma
22. Rapimento
23. Ombre dal passato
24. Natale senza Bruno
25. Di nuovo in fuga
26. La libertà di scegliere